# Wiggenhall St Mary the Virgin
Wiggenhall St Mary the Virgin – wieś w Anglii, w hrabstwie Norfolk, w dystrykcie King’s Lynn and West Norfolk, w civil parish Wiggenhall St Germans. Leży 7 km od miasta King’s Lynn. W 1961 roku civil parish liczyła 252 mieszkańców.